# Nabarniz
Nabarniz (spanisch Navárniz) ist eine Gemeinde (Municipio) in der spanischen Provinz Bizkaia der Autonomen Gemeinschaft Baskenland in der Comarca Busturialdea (Duranguesado). Nabarniz hat 274 Einwohner (Stand: 2024), die mehrheitlich baskischsprachig sind.
Nabarniz wurde 1987 aus der Nachbargemeinde Gernika herausgelöst und besteht aus den Ortschaften Ikazurieta, Intxaurraga, Uribarri-Zabaleta, Elexalde, Merika und Lekerika gebildet. Der Verwaltungssitz befindet sich in Elexalde.

## Lage
Nabarniz liegt etwa 30 Kilometer ostnordöstlich von Bilbao in einer Höhe von ca. 345 m. 

## Einwohnerentwicklung
| 1991 | 2001 | 2011 | 2021 |
| ---- | ---- | ---- | ---- |
| 251  | 222  | 236  | 267  |

## Sehenswürdigkeiten
- Marienkirche in Gorritz
- Jakobuskapelle

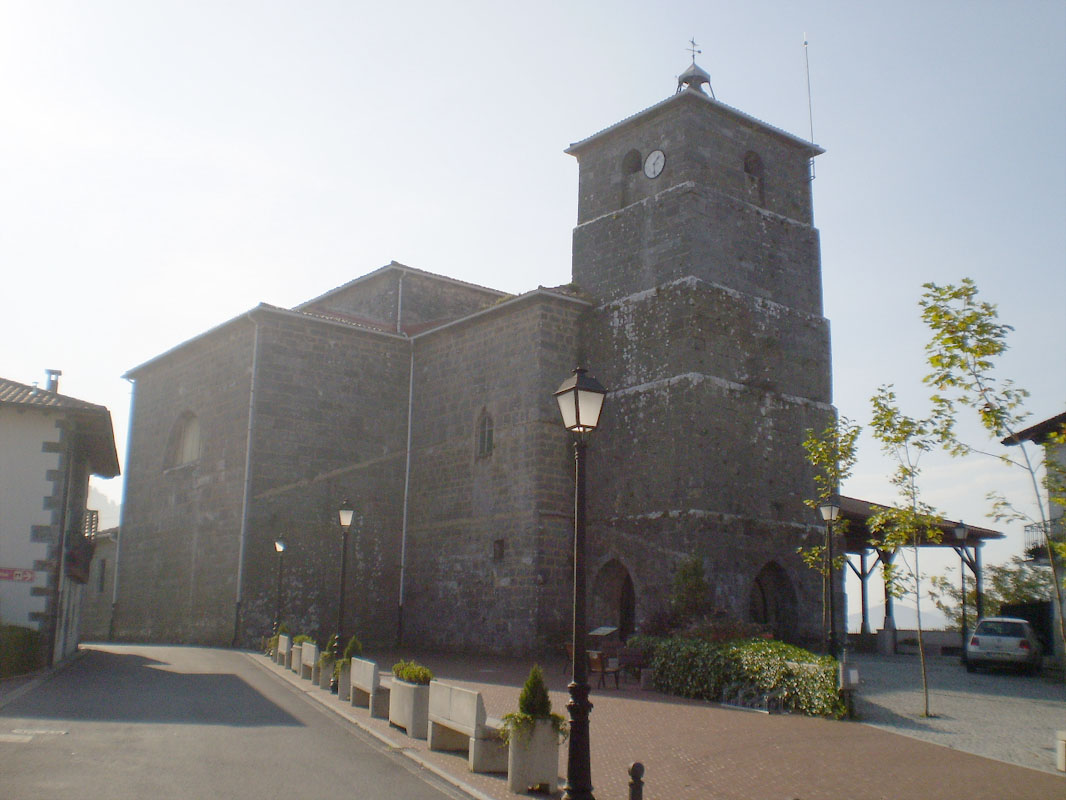
Marienkirche
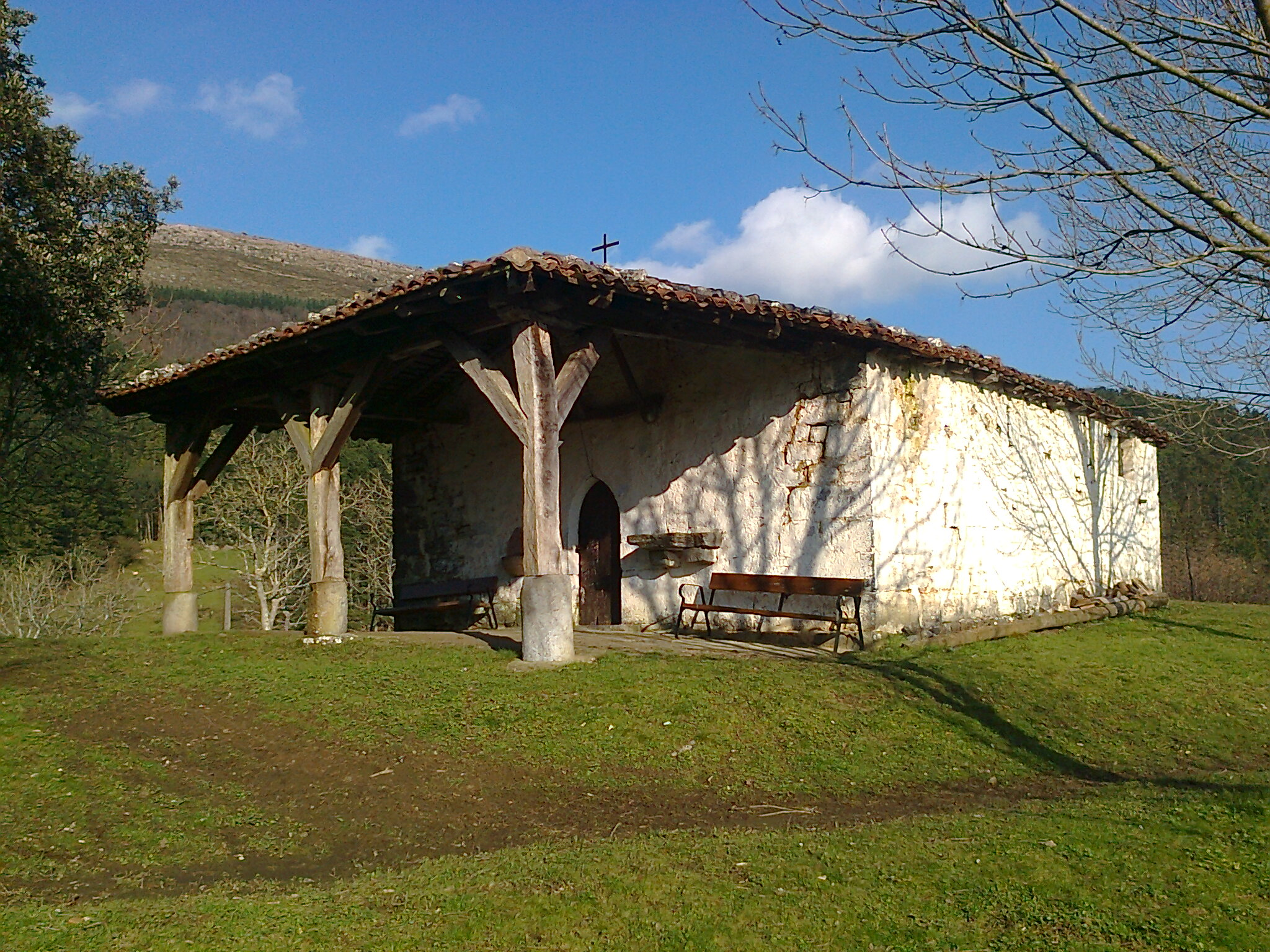
Jakobuskapelle